# Неогарриоты
Неогарриоты, (лат. Neoharriotta) — род морских хрящевых рыб. Название рода происходит от neos, по-гречески «новый», то есть новый род, и фамилии Томаса Хэрриота (1560—1621) — английского астронома, математика, этнографа и переводчика (в русскоязычных источниках может упоминаться как Харриот или Гарриот). Длина тела представителей рода от 72,8 до 130 см. Глубоководные придонные рыбы. Встречаются на глубине от 150 до 800 м. Обитают в Индийском и Атлантическом океанах от тропических до умеренных вод. Они безвредны для человека, не являются объектами промысла.

## Виды
По данным World Register of Marine Species, на апрель 2025 года в состав рода включают 3 ныне живущих вида:
- Neoharriotta carri Bullis & J. S. Carpenter, 1966
- Neoharriotta pinnata (Schnakenbeck, 1931)
- Neoharriotta pumila Didier & Stehmann, 1996